# تفجير فندق ماريوت إسلام آباد
تفجير فندق ماريوت إسلام آباد في 20 سبتمبر 2008، هو تفجير بشاحنة تفريغ مملوءة بالمتفجرات أمام فندق ماريوت في العاصمة الباكستانية إسلام آباد، أسفر عن مقتل 54 شخصًا على الأقل وإصابة 266 شخصًا وخلّف حفرة عميقة باتساع 60 قدم (20 متر) وعمق 20 قدم (6 أمتار) خارج الفندق. وكانت غالبية الضحايا باكستانيين، كما قُتل ما لا يقل عن خمسة مواطنين أجانب وأُبلغ عن إصابة 15 آخرين بجروح. وقع الهجوم بعد ساعات فقط من إلقاء الرئيس آصف علي زرداري أول خطاب له أمام البرلمان الباكستاني. كان فندق ماريوت أرقى الفنادق في العاصمة، ويقع بالقرب من المباني الحكومية والبعثات الدبلوماسية والسفارات واللجان العليا.
خلال التحقيق اعتقلت الشرطة الباكستانية ثلاثة مشتبه بهم. وكانوا يشتبه في قيامهم بتسهيل الهجوم، لكن في وقت لاحق تمت تبرئتهم من جميع التهم لأنه لم يتم تقديم أي دليل ضدهم.
بعد بضعة أشهر من تفجير الفندق، قامت حكومة باكستان بإعادة بناء الفندق، وأعيد فتح إسلام آباد ماريوت رسميًا في 28 ديسمبر 2008.